# اتریوم کلاسیک
اتریوم کلاسیک (به انگلیسی: Ethereum Classic) یک پلتفرم محاسباتی توزیع شده مبتنی بر بلاک چین، متن باز و دارای قابلیت قرارداد هوشمند (برنامه نویسی) است. از نسخه اصلاح شده اجماع ناکاموتو از طریق انتقال حالت مبتنی بر معامله که در یک ماشین مجازی عمومی اتریوم (EVM) اجرا می‌شود پشتیبانی می‌کند.
اتریوم کلاسیک تاریخچه اصلی و بدون تغییر شبکه اتریوم را حفظ می‌کند. شبکه اصلی پروژه اتریوم در ابتدا توسط ویتالیک بوترین در تاریخ ۳۰ ژوئیه ۲۰۱۵ منتشر شد. با این وجود، به دلیل هک شدن یک پروژه شخص ثالث، بنیاد اتریوم در ۲۰ ژوئیه ۲۰۱۶ نسخه جدیدی از شبکه اصلی اتریوم را ایجاد کرد. بنیاد اتریوم علامت تجاری آنها را در نسخه جدید و تغییر یافته بلاک چین اتریوم اعمال کرد. نسخه قدیمی و بدون تغییر اتریوم تغییر نام یافت و به عنوان اتریوم کلاسیک ادامه یافت.
اتر (Ether) رمزارز بومی اتریوم کلاسیک یک ارز رمزنگاری شده‌است که در صرافی‌های ارز دیجیتال تحت نماد تیکر ETC معامله می‌شود. اتر به عنوان پاداش به گره‌ (Node) های شبکه برای فرایندی شناخته می‌شود که به عنوان استخراج شناخته می‌شود و محاسبات انجام شده در EVM اتریوم کلاسیک را تأیید می‌کند. در ۱۱ دسامبر ۲۰۱۷ اجرا شد، سیاست پولی فعلی ETC به دنبال همان اهداف مکانیکی، الگوریتمی و محدود بودن بیت کوین است. ETC می‌تواند با هزینه معاملات شبکه یا سایر دارایی‌ها، کالاها، ارزها، محصولات و خدمات مبادله شود.
اتریوم کلاسیک یک ماشین مجازی متمرکز تورینگ کامل، ماشین مجازی اتریوم را ارائه می‌دهد که می‌تواند اسکریپت‌ها را با استفاده از یک شبکه بین‌المللی از گره‌های عمومی اجرا کند. مجموعه دستورالعمل‌های ماشین مجازی در مقابل سایر موارد مانند اسکریپت بیت کوین Turing کامل است. مثلاً برای تشبیه از گاز، مکانیسم قیمت گذاری معاملات داخلی، برای کاهش هرزنامه و تخصیص منابع در شبکه استفاده می‌شود.

## کمک مالی دائو
- مقاله اصلی:دائو (سازمان)

در سال ۲۰۱۶، در نتیجه سوءاستفاده از نقص نرم‌افزار قرارداد هوشمند پروژه دائو و سرقت متعاقب آن ۵۰ میلیون دلار اتر ،شبکه اتریوم به دو زنجیره بلوک جداگانه تقسیم شد که تاریخچه تغییر یافته اتریوم نامگذاری شد و تاریخ بدون تغییر اتریوم کلاسیک نامگذاری شد.
زنجیره جدید با تاریخچه تغییر یافته با عنوان اتریوم با صدای بوق 44 شاخص سکه 60 و شناسه زنجیره ای EVM 1 که توسط بنیاد اتریوم صاحب علامت تجاری به آن نسبت داده شد، مارک شد. در این زنجیره جدید، تاریخ سرقت از تاریخ بلاک چین اتریوم پاک شد.
برخی از اعضای انجمن اتریوم تلاش برای بازنویسی تاریخ را نادیده گرفتند و به مشارکت در شبکه اصلی اتریوم ادامه دادند. زنجیره غیر چنگالی با سابقه بدون تغییر به عنوان اتریوم کلاسیک با شاخص سکه BIP-44 61 و شناسه زنجیره ای EVM 61 ادامه یافت.
آسیب‌پذیری‌های امنیتی فاش شد
در تاریخ ۲۸ مه (ماه) ۲۰۱۶، مقاله ای منتشر شد که جزئیات آسیب‌پذیری‌های امنیتی با دائو است که می‌تواند به سرقت اتر اجازه دهد. در ۹ ژوئن ۲۰۱۶، پیتر وسنس آشکارا وجود یک آسیب‌پذیری امنیتی مهم را که در بسیاری از قراردادهای واقعی و مستحکم نادیده گرفته شده‌است، این جریان از یک اشکال تماس بازگشتی اعلام شد. در ۱۲ ژوئن ۲۰۱۶، استفان توال علناً ادعا کرد که بودجه دائو با وجود نقص امنیتی مهم که تازه کشف شده ایمن است.
رای کربن
در ۱۵ ژوئیه ۲۰۱۶، اخطار مختصری دربارهٔ رأی‌گیری زنجیره ای بر روی هارد فورک دائو برگزار شد. از ۸۲٬۰۵۴،716 ETH موجود، فقط ۴٬۵۴۲٬۴۱۶ رأی دادند، از کل رای‌دهندگان از ۵/۵ درصد از کل عرضه در ۱۶ ژوئیه ۲۰۱۶، ۳٬۹۶۴،516 ETH)۸۷٪) رأی مثبت دادند، ۱/۴ آن از یک آدرس منفرد حاصل شد و ۵۷۷،899 ETH)۱۳٪) با چنگال دائو مخالفت کردند. روند تسریع در رای‌گیری کربن انتقاد مخالفان چنگال دائو را برانگیخت. در حالی که طرفداران چنگال سریعاً رای را به عنوان یک سازوکار اجماع مؤثر به بازار عرضه کردند و چهار روز بعد با چنگال دائو جلو رفتند.
بلوک ۱٬۹۲۰٬۰۰۰
اولین بلوک اتریوم کلاسیک که در زنجیره چنگال اتریومقرار نگرفت، بلوک شماره ۱٬۹۲۰٬۰۰۰ بود که توسط معدنچیان اتریوم کلاسیک در ۲۰ ژوئیه ۲۰۱۶ تولید شد.

## سیاست‌های پولی
در ۱۱ دسامبر ۲۰۱۷، از طریق ارتقاk هارد فورک گاتهام، مقدار کل اتر در اتریوم کلاسیک در ۲۱۰٬۷۰۰،000 ETC محدود شد. این یک برنامه انتشار تورمی با الهام از بیت کوین است که در پیشنهاد بهبود اتریوم کلاسیک (ECIP(1017 مستند شده‌است. برنامه انتشار، همچنین به عنوان 5M20 شناخته می‌شود، پاداش بلوک را در هر ۵٬۰۰۰٬۰۰۰ بلوک ۲۰٪ کاهش می‌دهد. از نظر اجتماعی، این رویداد کاهش پاداش بلوک، عامل پنجاهمین بار شدن است.
| Date       | Block      | Milestone name         |
| ---------- | ---------- | ---------------------- |
| ۲۰۱۵-۰۷-۳۰ | ۰          | Frontier               |
| ۲۰۱۵-۰۹-۰۸ | ۲۰۰٬۰۰۰    | Ice Age                |
| ۲۰۱۶-۰۳-۱۵ | ۱٬۱۵۰٬۰۰۰  | Homestead              |
| ۲۰۱۶-۰۷-۲۰ | ۱٬۹۲۰٬۰۰۰  | The DAO bailout        |
| ۲۰۱۶-۱۰-۲۴ | ۲٬۵۰۰٬۰۰۰  | Gas Reprice            |
| ۲۰۱۷-۰۱-۱۳ | ۳٬۰۰۰٬۰۰۰  | Die Hard               |
| ۲۰۱۷-۱۲-۱۱ | ۵٬۰۰۰٬۰۰۰  | Gotham                 |
| ۲۰۱۷-۱۲-۱۱ | ۵٬۰۰۰٬۰۰۱  | 5M20 Era ۲             |
| ۲۰۱۸-۰۵-۲۹ | ۵٬۹۰۰٬۰۰۰  | Defuse Difficulty Bomb |
| ۲۰۱۹-۰۹-۱۲ | ۸٬۷۷۲٬۰۰۰  | Atlantis               |
| ۲۰۲۰-۰۱-۱۱ | ۹٬۵۷۳٬۰۰۰  | Agharta                |
| ۲۰۲۰-۰۳-۱۷ | ۱۰٬۰۰۰٬۰۰۱ | 5M20 Era ۳             |
| ۲۰۲۰-۰۶-۰۱ | ۱۰٬۵۰۰٬۸۳۹ | Phoenix                |
| ۲۰۲۰-۱۱-۲۸ | ۱۱٬۷۰۰٬۰۰۰ | Thanos                 |

## خنثی کردن بمب دشواری
مکانیزمی به نام بمب دشواری طراحی شد تا زنجیره اتریوم را از مکانیزم اجماع اثبات کار به اثبات سهام در آینده افزایش دهد، به‌طور تصاعدی به افزایش سختی استخراج منجر خواهد شد. این بمب دشواری با ارتقا نامش عصر یخبندان در بلوک ۲۰۰۰۰۰ به شبکه اضافه شد. در حالی که شرکت کنندگان اتریوم کلاسیک در مورد محاسن بمب دشواری بحث می‌کردند، یک ارتقا دهنده شبکه با نام دی هارد در بلوک ۳٬۰۰۰٬۰۰۰ اثرات مکانیسم را به تأخیر انداخت. هنگامی که شرکت کنندگان در شبکه در مورد این موضوع به توافق رسیدند، اتریوم کلاسیک شبکه خود را در بلوک ۵٬۹۰۰٬۰۰۰ به روزرسانی کرد تا بمب دشواری را برای همیشه خنثی کند. این یک آینده را با اثبات سهام رها کرد و شبکه را به سازوکار اجماع اثبات کار متعهد کرد.

## برابری پروتکل
در تلاش برای مدرن سازی پروتکل رمزنگاری اتریوم کلاسیک، چندین نسخه پروتکل رمزنگاری در آنجا برنامه‌ریزی شده‌است تا ویژگی‌هایی را فعال کند که شبکه اتریوم از سال‌های گذشته فعال کرده‌است. آتلانتیس که در سپتامبر ۲۰۱۹ فعال شد، تغییرات برجسته بیزانس را امکان‌پذیر کرد، آگارتا، در ژانویه ۲۰۲۰، تکه‌های قسطنطنیه اتریوم را به ارمغان آورد و سرانجام فونیکس با معرفی نسخه ارتقا پروتکل رمزنگاری استانبول، به برابری پروتکل رمزنگاری بین اتریوم کلاسیک و اتریوم رسید. از آنجا که پروتکل رمزنگاری ققنوس فعال شده‌است، برنامه‌ها کاملاً بین هر دو شبکه سازگار هستند.

## الگوریتم استخراج
بعد از یک سری حملات ۵۱ درصدی به شبکه اتریوم کلاسیک در سال ۲۰۲۰، جامعه تغییر الگوریتم استخراج اتاش را برای جلوگیری از اقلیت بودن اثبات کار در الگوریتم استخراج اتاش که در آن اتریوم بر هشهر تسلط دارد، در نظر گرفت. . پس از ارزیابی گزینه‌های مختلف مانند مونرو ران یا SHA-3-256 استاندارد، سرانجام تصمیم گرفته شد تا مدت زمان اتاش را از ۳۰٬۰۰۰ به ۶۰٬۰۰۰ افزایش دهید تا اندازه داغ کاهش یابد و از استخراج کنندگان اتاش به راحتی به اتریوم کلاسیک دستیابی نداشته باشند. از این اتاش اصلاح شده به عنوان ارتقا و غیره هاش یا ثانوس نیز یاد می‌شود.
مانند هر ارز رمزنگاری شده، اعتبار هر اتر توسط یک بلاک چین فراهم می‌شود، که لیستی از سوابق است که به‌طور مداوم در حال رشد است، "بلوک" نامیده می‌شود، که با استفاده از رمزنگاری پیوند داده می‌شوند. با طراحی ،بلاک چین ذاتاً در برابر تغییر داده‌ها مقاوم است. این یک دفتر باز و توزیع شده‌است که معاملات بین دو طرف را به‌طور کارآمد و به روشی قابل تأیید و دائمی ثبت می‌کند. برخلاف بیت کوین، اتریوم کلاسیک با استفاده از حساب‌ها و مانده‌ها به روشی موسوم به انتقال حالت عمل می‌کند. این امر به خروجی‌های معامله نشده (UTXO) متکی نیست. دولت موجودی جاری همه حساب‌ها و داده‌های اضافی را نشان می‌دهد. این حالت در زنجیره بلوکی ذخیره نمی‌شود، بلکه در یک درخت جداگانه مرکل پاتریشیا ذخیره می‌شود. یک کیف پول ارز رمزنگاری شده کلیدها یا آدرس‌های عمومی و خصوصی را ذخیره می‌کند که می‌توانند برای دریافت یا صرف اتر استفاده شوند. این موارد را می‌توان از طریق یادداشت‌های سبک  BIP 39 برای کیف پول HD "BIP 32" تولید کرد. در پشته فناوری اتریوم، این غیر ضروری است زیرا در یک طرح UTXO کار نمی‌کند. با استفاده از کلید خصوصی، امکان نوشتن در بلاک چین وجود دارد، و به‌طور مؤثر معامله اتر انجام می‌شود.
برای ارسال اتر به یک حساب، هش کلید عمومی آن حساب به کچاک-256 نیاز است. حساب‌های اتر به این دلیل مستعار نیستند که به افراد خاصی مرتبط نیستند، بلکه به یک یا چند آدرس خاص مرتبط هستند.

## اتر
اتر یک رمز اساسی برای کار اتریوم کلاسیک است که بدین ترتیب یک دفتر توزیع عمومی برای معاملات فراهم می‌کند. این برای پرداخت هزینه گاز، یک واحد محاسبه مورد استفاده در معاملات و سایر انتقال‌های دولت استفاده می‌شود. علاوه بر این، این ارز معمولاً به عنوان اتریوم، اتریوم کلاسیک یا ETC شناخته می‌شود.
این در زیر نماد تیکر ETC ذکر شده‌است و در صرافی‌های رمزنگاری معامله می‌شود و به‌طور کلی از شخصیت بزرگ یونانی (XiΞ) برای نماد ارز خود استفاده می‌شود. همچنین برای پرداخت هزینه تراکنش و خدمات محاسباتی در شبکه اتریوم کلاسیک استفاده می‌شود.

## آدرس‌ها
آدرس‌های اتریوم کلاسیک از پیشوند 0x تشکیل شده‌است، یک شناسه متداول برای هگزادسیمال، با ۲۰ بایت راست (هش کچاک-256 اندیان بزرگ) کلید عمومی ECDSA بهم پیوسته‌است (منحنی استفاده شده به اصطلاح secp256k1 است، همان بیت کوین). در هگزادسیمال، دو رقم یک بایت را نشان می‌دهد، به این معنی که آدرس‌ها حاوی ۴۰ رقم هگزادسیمال هستند. مثالی از آدرس اتریوم کلاسیک (0xb794f5ea0ba39494ce839613fffba74279579268) است. آدرس‌های قرارداد در همان قالب هستند، با این حال، آنها توسط فرستنده و معامله ایجاد غیر تعیین می‌شود. حساب‌های کاربری از حساب‌های قراردادی که فقط برای هر آدرس آدرس داده می‌شود و بدون داده‌های بلاک چین قابل تشخیص نیست. هر هش معتبر Keccak-256 که در قالب توصیف شده قرار داده شده معتبر است، حتی اگر با یک حساب خصوصی یا کلید خصوصی مطابقت نداشته باشد. این برخلاف بیت کوین است که برای اطمینان از تایپ صحیح آدرس‌ها از چک پایه 58 استفاده می‌کند.

## کد قانون است
افرادی که با اتریوم کلاسیک ادامه دادند از تغییرناپذیری بلاک چین و این مفهوم که کد قانون است علیه طرفدار چنگال اتریوم که تا حد زیادی برای عمدی خارج از پروتکل رمزنگاری، تصمیم‌گیری غیرمتمرکز و حل تعارض بحث می‌کردند، طرفداری می‌کنند.

## نقاط عطف
- مرز

چندین نمونه اولیه رمزگذاری شده از پلت فرم اتریوم، به عنوان بخشی از سری اثبات مفهوم آنها، قبل از راه اندازی رسمی شبکه مرز، توسط بنیاد اتریوم ساخته شده‌است. اتریوم کلاسیک این کد را پس از حادثه دائو دنبال کرد.

## حملات
- حملات پخش چنگال دائو

در ۲۰ ژوئیه ۲۰۱۶، به دلیل اعتماد به همان مشتری‌ها، فورک دائو حمله پخش را ایجاد کرد که در آن یک تراکنش از هر دو شبکه ETC و ETH پخش می‌شد. در ۱۳ ژانویه ۲۰۱۷، شبکه اتریوم کلاسیک برای حل حملات پخش تراکنش به روز شد. اکنون این شبکه‌ها رسماً جداگانه کار می‌کنند.
- RHG به سرقت رفته ETC را می‌فروشد

در ۱۰ آگوست ۲۰۱۶، طرفدار ETH، رابین هود گروه، ۲٫۹ میلیون ETC به سرقت رفته را به فولونیکس منتقل کرد تا تلاش کند ETC را به مشاوره کمی SA بفروشد. ۱۴٪ با موفقیت به ETH و ارزهای دیگر تبدیل شد، ۸۶٪ توسط فولونیکس مسدود شد. در ۳۰ آگوست ۲۰۱۶، فولونیکس بودجه ETC را به RHG بازگرداند. آنها قرارداد بازپرداخت را در شبکه ETC تنظیم کردند.
- حمله وب سایت کیف پول اتر کلاسیک

در تاریخ ۲۹ ژوئن ۲۰۱۷، حساب اتریوم کلاسیک توییتر بیانیه ای عمومی ارائه داد که دلایلی را بر این باور است که وب سایت کیف پول اتریوم کلاسیک به خطر افتاده‌است. حساب اتریوم کلاسیک توییتر جزئیات منتشر شده از طریق ستون تهدید را تأیید کرد. تیم اتریوم کلاسیک با ابر شکن همکاری کردند تا هشدارهایی را دربارهٔ دامنه به خطر انداخته به کاربران در مورد حمله فیشینگ هشدار دهند.
- ۵۱٪ حملات دو برابر

در ژانویه ۲۰۱۹، اتریوم کلاسیک مورد حملات مضاعف قرار گرفت. در اوت ۲۰۲۰ اتریوم کلاسیک از ۵۱٪ حملات بیشتر رنج برد.